# Tagliatelle
Tagliatelle (italijanska izgovorjava: [taʎʎaˈtɛlle]); iz italijanskega tagliare, kar pomeni »rezati«) so tradicionalna vrsta testenin iz dežel Emilija – Romanja in Marke v Italiji. Posamezni kosi tagliatelle so dolgi, ploščati trakovi, ki so po obliki podobni fettuccinu in so tradicionalno široki približno 6 mm. Tagliatelle lahko postrežemo z različnimi omakami, klasična pa je mesna omaka ali bolonjska omaka.
Tagliatelle se tradicionalno pripravljajo z jajčnimi testeninami. Tradicionalno razmerje je eno jajce na sto gramov moke.

## Izvor
Legenda pravi, da je tagliatelle ustvaril nadarjen dvorni kuhar, ki ga je leta 1487 navdihnila pričeska Lucrezie d'Este ob njeni poroki z Annibalom II. Bentivogliom. V resnici je bila to šala, ki si jo je leta 1931 izmislil humorist Augusto Majani.
Recept se je imenoval tagliolini di pasta e sugo, alla maniera di Zafiran (tagliolini iz testenin in omake na način Zafiran) in je bil postrežen na srebrnih krožnikih. Z leti so tagliatelle postale pogostejša hrana.
Steklena vitrina v bolonjski gospodarski zbornici hrani kopijo kosa tagliatelle iz masivnega zlata, ki dokazuje pravilno širino 8 mm, ko je kuhana, kar ustreza 6,5–7 mm nekuhano, odvisno od trdote testa.

## Jed
Tekstura je porozna in hrapava, zaradi česar je idealna za goste omake, običajno pripravljene z govedino, teletino ali svinjino (kot je bolonjska omaka) in občasno z zajcem, pa tudi za več drugih manj bogatih (in bolj vegetarijanskih) možnosti, kot je kot briciole e noci (z drobtinami in orehi), uovo e formaggio (z jajci in sirom) ali preprosto pomodoro e basilico (s paradižniki in baziliko).
- Tradicionalno ročno rezanje tagliatelle
- Sveže ročno izdelane tagliatelle
- Tagliatelle postrežemo z mesno omako
- Tagliatelle al ragù, kot jih postrežejo v njihovem mestu izvora, Bologni

### Priprava
Sestavine za osnovno testo so mehka pšenična moka in sveža jajca sobne temperature po tradicionalnem pravilu, da na 100 g moke dodamo eno jajce.
Moko damo na desko, v sredino katere s pestjo naredimo vdolbino. V vdolbino razbijemo jajca in vmešamo moko, ki jo po malem prenašamo proti sredini, dokler ni vse dobro premešano in dobimo gladko in elastično, a precej suho testo.
Testo pokrito s krpo pustimo počivati najmanj pol ure, da se moka zlepi. Testo nato z valjarjem spretno razvaljamo na približno 1 mm ali manj tanko ploščo.
Na tej točki pustimo, da se testo nekaj minut suši. Ko se posuši, ga nežno zvijemo in narežemo na 6-8 mm široke rezine.
Na koncu tako izdelane tagliatelle stresemo na pomokano površino in zvijemo v »gnezdo« ter pustimo, da se sušijo nekaj ur, preden jih skuhamo.

## Podobni gastronomski izdelki
V Laciju, zlasti v Rimu in metropolitanskem mestu, obstaja podobna vrsta testenin, imenovana fettuccine, ki je ožja od tagliatelle; običajno so začinjene z divjačinskim ragujem (divji prašič, zajec), jagnjetino ali govedino ali s svežo paradižnikovo omako.
Na Madžarskem obstaja vrsta testenin, ki je zelo podobna emilijanskim tagliatelle, imenovana egyszerű gyúrt tészta.
V jugovzhodni regiji Kitajske, in sicer v Čaošan, in v državah Jugovzhodne Azije, kjer so kitajske skupnosti, je priljubljena vrsta rezancev, podobnih rezancem, imenovana mee pok.